# Демейер, Марк
Марк Демейер (нидерл. Marc Demeyer; 19 апреля 1950,  коммуна Авелгем, провинция Западная Фландрия,  Бельгия — 20 января 1982, коммуна  Мерелбеке, провинция  Восточная Фландрия, Бельгия) — бельгийский профессиональный шоссейный велогонщик. 

## Карьера
Профессиональный велогонщик в 1972-1982 годах. 
Шесть раз принимал участие в Тур де Франс, став победителем в  Классификации промежуточных спринтов  в 1973 и 1975 годах и победителем двух этапов:  19-го - между Лозанной и Бельфором на Тур де Франс 1978 и 14-го -  между Бельфором и Эвьян-ле-Беном на Тур де Франс 1979.
В его активе также два этапа на Джиро д’Италия 1977.
Победитель классических однодневных велогонок Париж — Брюссель (1974)  и Париж — Рубе (1976).
Скончался от сердечного приступа в возрасте 31 года.

## Достижения
1971
1-й Тур Фландрии U23
4-й Велогонка Мира — Генеральная классификация
1-й — Этапы 5 и 9
1972
1-й Дварс дор Фландерен
1-й Гран-при Исберга
1-й Ле-Самен
1973
1-й — Этап 4 Четыре дня Дюнкерка
1-й Гран-при Денена
1-й Тур де Франс — Классификация промежуточные спринты
3-й Схелдепрейс
9-й Кюрне — Брюссель — Кюрне
1974
1-й Париж — Брюссель
1-й Схелдепрейс
1-й Гран-при Пино Черами
1-й — Этап 2 Четыре дня Дюнкерка
3-й Париж — Рубе
5-й Тур Люксембурга — Генеральная классификация
6-й Тур Фландрии
6-й Эшборн — Франкфурт
6-й Дварс дор Фландерен
8-й Тур Бельгии — Генеральная классификация
9-й E3 Харелбеке
1975
1-й — Этап 3A Четыре дня Дюнкерка
1-й Нокере Курсе
1-й Stadsprijs Geraardsbergen
1-й Тур де Франс — Классификация промежуточные спринты
3-й Тур Фландрии
4-й Париж — Рубе
5-й Гент — Вевельгем
5-й Эшборн — Франкфурт
5-й Кюрне — Брюссель — Кюрне
6-й Схелдепрейс
9-й E3 Харелбеке
9-й Омлоп Хет Ниувсблад
10-й Тур Люксембурга — Генеральная классификация
1-й — Этап 2
1976
1-й Париж — Рубе
2-й Дварс дор Фландерен
3-й Тур Фландрии
7-й Схелдепрейс
1977
1-й — Этапы 14 и 16a Джиро д’Италия
1-й Circuit des frontières
1-й Омлоп ван хет Хаутланд
1-й Схелдепрейс
2-й Гран-при Валлонии
2-й Париж — Брюссель
2-й Шесть дней Антверпена (трек)
2-й Шесть дней Милана (трек)
3-й Дварс дор Фландерен
7-й Тур Фландрии
1978
1-й — Этап 19 Тур де Франс
3-й Ле-Самен
3-й Шесть дней Антверпена (трек)
6-й E3 Харелбеке
9-й Омлоп Хет Ниувсблад
10-й Париж — Рубе
1979
1-й — Этап 14 Тур де Франс
1-й — Этап 2 Тур Бельгии
1-й — Этап 4 Критериум Дофине
1-й — Этапы 3 и 4 Grand Prix du Midi libre
1-й — Этапы 1, 2 и 5a Четыре дня Дюнкерка
1-й — Этап 1 Неделя Каталонии
1-й Де Кюстпейл
2-й Тур Фландрии
3-й Чемпионат Цюриха
4-й Гент — Вевельгем
4-й Флеш Валонь
8-й Париж — Рубе
9-й Омлоп Хет Ниувсблад
1980
1-й Circuit des frontières
1-й — Этап 3 Grand Prix du Midi libre
2-й Париж — Брюссель
5-й Тур Фландрии
5-й Париж — Рубе
9-й Омлоп Хет Ниувсблад
1981
5-й Гент — Вевельгем
5-й Париж — Рубе
10-й E3 Харелбеке

## Статистика выступлений

### Гранд-туры
| Гранд-тур                 | 1973 | 1974 | 1975 | 1976 | 1977 | 1978 | 1979 |
| ------------------------- | ---- | ---- | ---- | ---- | ---- | ---- | ---- |
| Джиро д’Италия            | —    | —    | —    | —    | 72   | —    | —    |
| Тур де Франс              | 72   | 41   | 42   | 56   | —    | 49   | 57   |
| (c 2010 ) Вуэльта Испании | —    | —    | —    | —    | 33   | —    | —    |

| —  | Не участвовал  |
| НФ | Не финишировал |